# Comité Europeu de Normalização
O CEN - Comité Europeu de Normalização, foi fundado em 1961 pelos organismos nacionais europeus de normalização (no Brasil, estandardização) dos países da União Europeia e da EFTA.
Os membros nacionais elaboram em conjunto Normas Europeias (EN) em vários setores, com o objetivo de desenvolver um mercado interno europeu de bens e serviços. Algumas normas são de aplicação voluntária, enquanto outras são integradas na legislação da União Europeia.
Este comité trabalha em conjunto com outras organizações internacionais de normalização, como o CENELEC - Comité Europeu de Normalização Electrotécnica, o ETSI/IENT - Instituto Europeu de Normas de Telecomunicações e o ISO - International Organization for Standardization.

## Membros
O CEN é composto por 30 organismos nacionais de normalização (ONN):
- IPQ - Instituto Português da Qualidade (Portugal)
- ON - Österreichisches Normungsinstitut (Áustria)
- IBN - Institut Belge de Normalisation (Bélgica)
- BDS - Bulgarian Institute for Standardisation (Bulgária)
- CYS - Cyprus Organization for Standardisation (Chipre)
- CNI - Cesky Normalizacni Institut (República Checa)
- DS - Danish Standards (Dinamarca)
- EVS - Estonian Centre for Standardisation (Estónia)
- SFS - Suomen Standardisoimisliitto r.y. (Finlândia)
- AFNOR - Association Française de Normalisation (França)
- DIN - Deutsches Institut für Normung (Alemanha)
- ELOT - Hellenic Organization for Standardization (Grécia)
- MSZT - Magyar Szabványügyi Testület (Hungria)
- IST - Stadlard Islands (Islândia)
- NSAI - National Standards Authority of Ireland (Irlanda)
- UNI - Ente Nazionale Italiano di Unificazione (Itália)
- LVS - Latvian Standards Ltd (Letónia)
- LST - Lithuanian Standards Board (Lituânia)
- SEE - Service de l'Energie de l'Etat (Luxemburgo)
- MSA - Malta Standards Authority (Malta)
- NEN - Nederlands Normalisatie-instituut (Países Baixos)
- SN - Standardiseringen i Norge (Noruega)
- PKN - Polish Committee for Standardization (Polónia)
- ASRO - Asociaţia de Standardizare din România (Roménia)
- SUTN - Slovenský ústav technickej normalizácie (Eslováquia)
- SIST - Slovenian Institute for Standardization (Eslovénia)
- AENOR - Asociación Española de Normalización y Certificación (Espanha)
- SIS - Swedish Standards Institute (Suécia)
- SNV - Schweizerische Normen-Vereinigung (Suíça)
- BSI - British Standards Institution (Reino Unido)